# 言うは易く行うは難し

言うは易く行うは難し（いうはやすくおこなうはかたし）は、古代中国からのことわざ。

## 概要
何事も口で言うというのは簡単なことなのであるが、それを実行するというのは難しいことであるということを意味する。

### 由来
この言葉の由来は、漢の時代の中国で著された『塩鉄論』という書物の利議篇からである。これには儒教思想の派閥と法家思想の派閥との間で生まれた論争が述べられており、当時の政治や経済を知ることができる。この中で口では立派なことをいう人に必ずしも徳があるとは言えないのはどうしてかと問う場面があり、これに対して言うは易く行うは難しと答えられていた。